# Nanteuil-en-Vallée
Nanteuil-en-Vallée ist eine französische Gemeinde mit 1.357 Einwohnern (Stand: 1. Januar 2022) im Département Charente in der Region Nouvelle-Aquitaine; sie gehört zum Arrondissement Confolens und zum Kanton Charente-Nord. Die Einwohner werden Nanteuillais genannt.

## Geographie
Nanteuil-en-Vallée liegt etwa 41 Kilometer nordnordöstlich von Angoulême. Das Gemeindegebiet wird im Süden vom Fluss Argent-Or durchquert, im Norden verläuft die Lizonne. Beide entwässern zur Charente. Umgeben wird Nanteuil-en-Vallée von den Nachbargemeinden Lizant im Nordwesten und Norden, Genouillé im Norden, Le Bouchage im Nordosten, Vieux-Ruffec und Champagne-Mouton im Osten, Chassiecq im Südosten, Saint-Gourson im Süden, Poursac und Saint-Georges im Südwesten, Verteuil-sur-Charente im Südwesten und Westen, Barro und Bioussac im Westen sowie Taizé-Aizie im Nordwesten.

## Bevölkerungsentwicklung
| Jahr                       | 1962 | 1968 | 1975 | 1982 | 1990 | 1999 | 2006 | 2019 |
| Einwohner                  | 637  | 557  | 1545 | 1449 | 1496 | 1395 | 1445 | 1382 |
| Quellen: Cassini und INSEE |      |      |      |      |      |      |      |      |

## Sehenswürdigkeiten
- Kloster Notre-Dame von Nanteuil, 780 gegründet, Fundamentreste aus dieser Zeit, heute erhaltene Bauwerke aus dem 12. Jahrhundert, Monument historique seit 1943
- Kirche Saint-Jean-Baptiste, Monument historique seit 1989
- Kapelle von Boisaugeais aus dem 15. Jahrhundert, Monument historique seit 1992
- Herrenhaus von Aizecq mit Taubenschlag, seit 2002 Monument historique

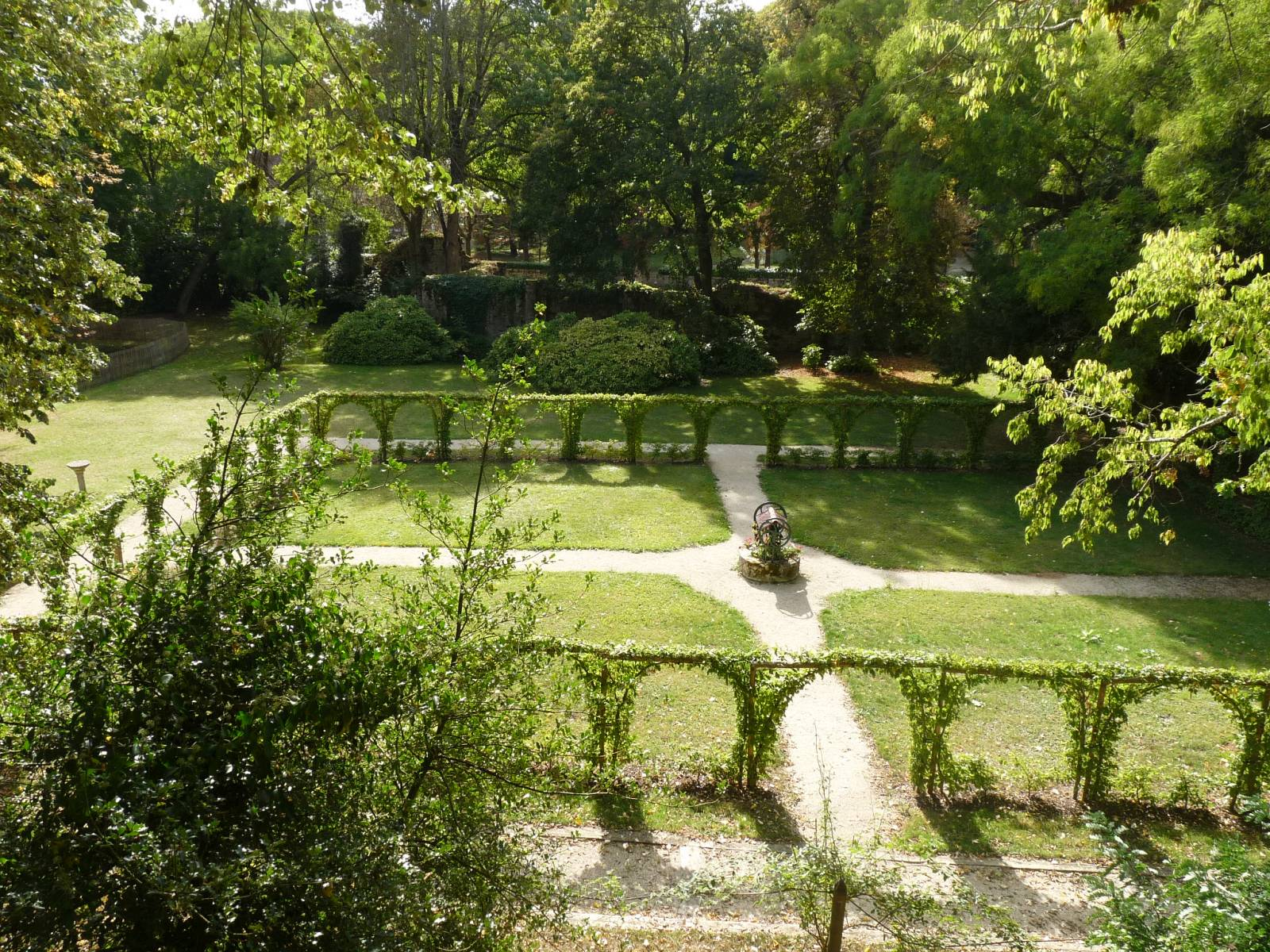
Ruine des früheren Kapitelsaals des Klosters Notre-Dame
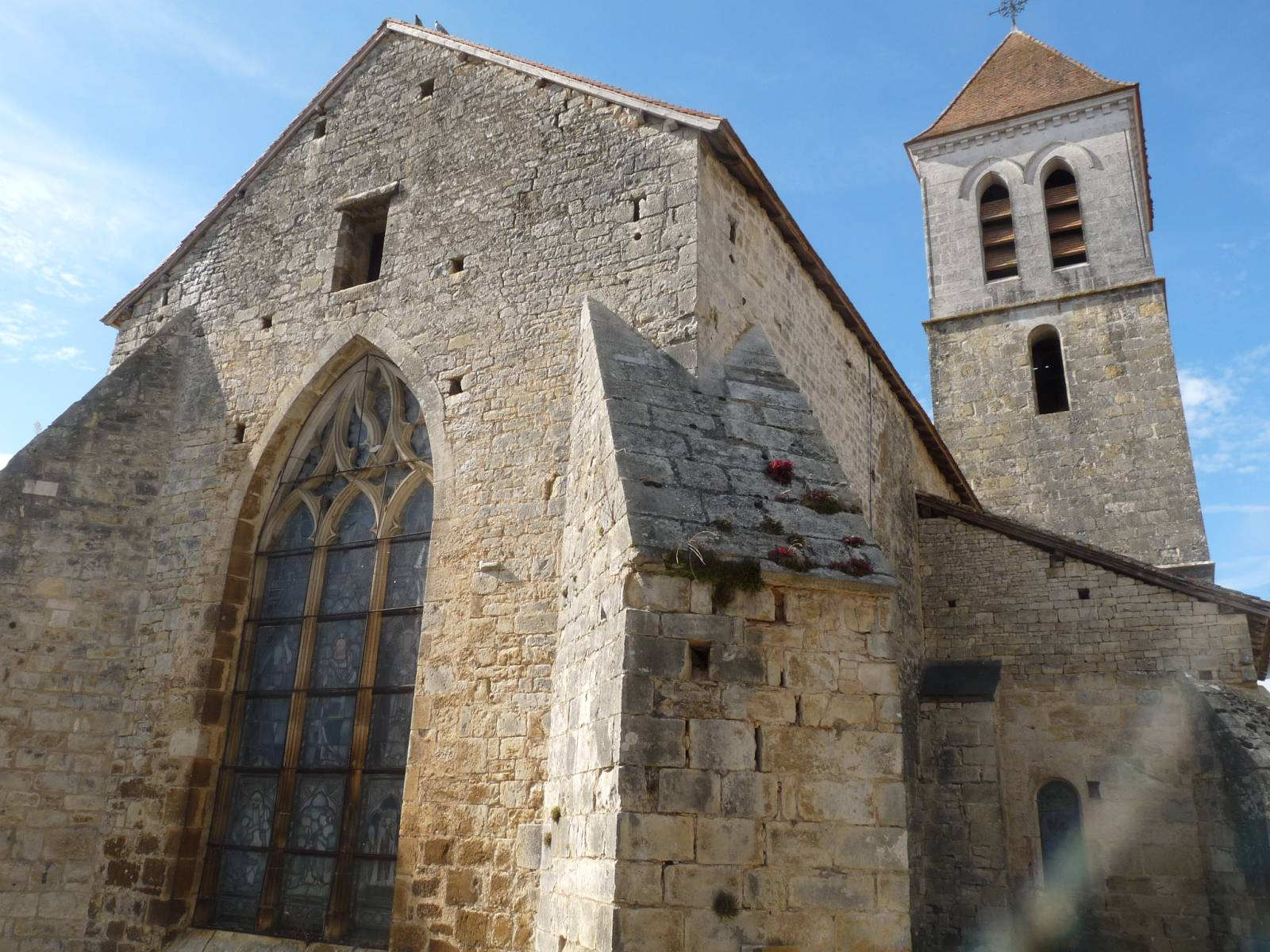
Kirche Saint-Jean-Baptiste
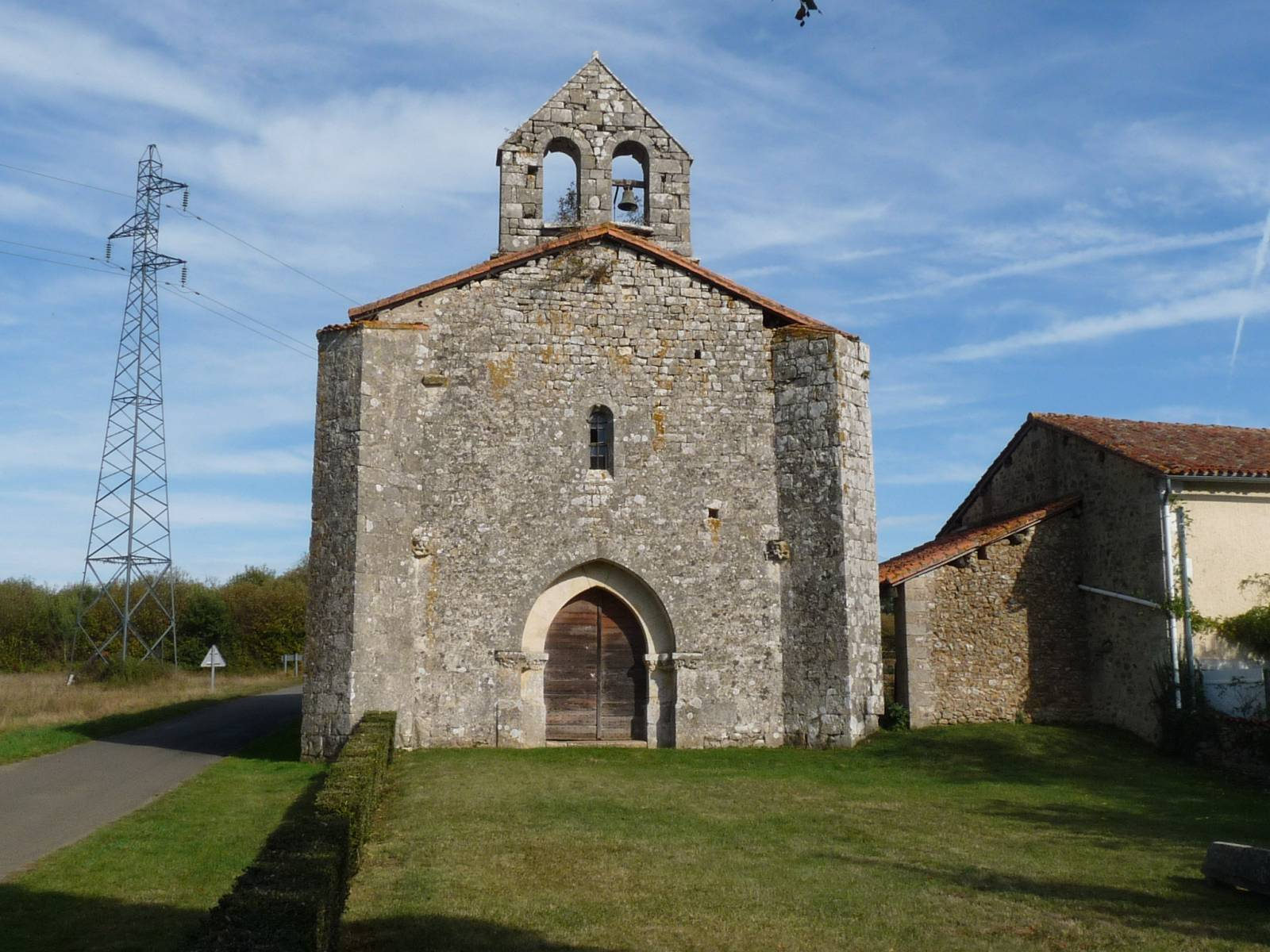
Kapelle von Boisaugeais
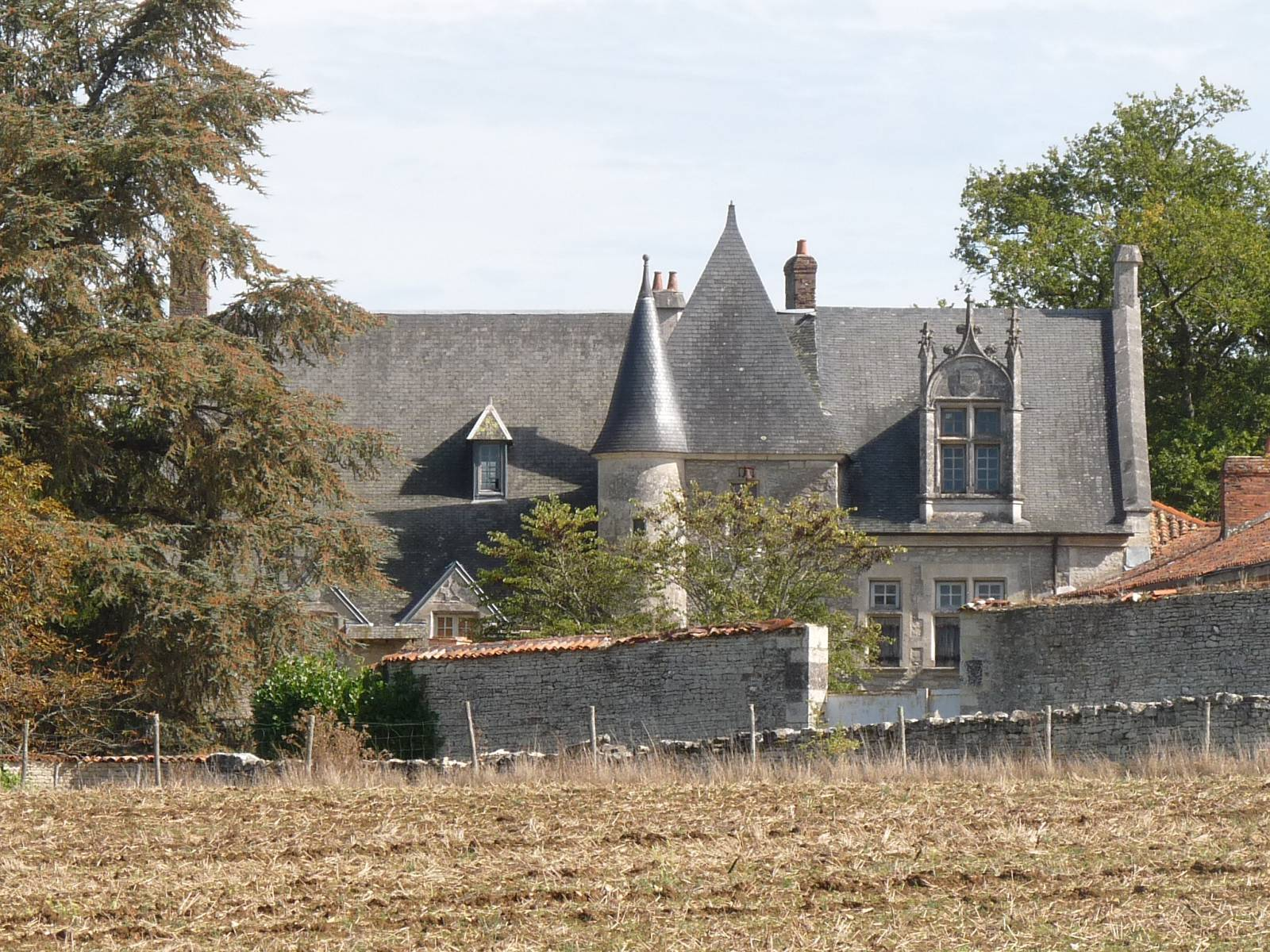
Herrenhaus von Aizecq